# Heinz Hildebrandt
Heinz Hildebrandt (* 31. Juli 1921 in Wernigerode; † 29. Juli 2003 ebenda) war ein deutscher Politiker (FDP). Er war von 1990 bis 1994 Mitglied im Landtag Sachsen-Anhalt.

## Ausbildung und Leben
Heinz Hildebrandt machte nach dem Besuch der Volksschule und des Gymnasiums Kriegsabitur. Nach dem Besuch der Forstschule folgte eine praktische Ausbildung als preußischer Revierförster 1939. Im Zweiten Weltkrieg leistete er Kriegsdienst und wurde in Norwegen interniert. Nach der Entlassung war er Forstschüler bis 1946, danach Förster, Revierförster, zwischen 1950 und 1954 Oberförster.
Aus politischen Gründen wurde er 1954 verhaftet. Nach Haftentlassung 1955 verfügte das SED-Regime Berufsverbot, so dass er danach in verschiedenen Berufen einfacher Art tätig sein musste. So war er ab 1972 bis zum Renteneintritt 1986 HO-Verkaufsstellenleiter in Wernigerode. 
Heinz Hildebrandt war evangelischer Konfession, verheiratet und hat zwei Kinder.

## Politik
Heinz Hildebrandt war ab November 1945 Mitglied der KPD und bis 1949 der SED. Später war er bis 1983 Mitglied der LDPD. Nach der Wende trat er 1989 dem Neuen Forum und Januar 1990 der DFP bei. Im August 1990 wurde er FDP-Mitglied, bis er 1994 zur CDU wechselte. Seit Anfang 1990 war er Landesgeschäftsführer der Vereinigung der Opfer des Stalinismus (VOS). Er wurde bei der ersten Landtagswahl in Sachsen-Anhalt 1990 über die Landesliste der FDP in den Landtag gewählt. Im Landtag war er Alterspräsident und Vorsitzender des Sonderausschusses zur Überprüfung der MdL.